# Nicole Powell
Nicole Kristen Powell (Sierra Vista, 22 giugno 1982) è un'ex cestista e allenatrice di pallacanestro statunitense, professionista nella WNBA.

## Carriera
È stata selezionata dalle Charlotte Sting al primo giro del Draft WNBA 2004 (3ª scelta assoluta).
Con gli Stati Uniti ha disputato i Giochi panamericani di Santo Domingo 2003.

## Palmarès
- Campionessa WNBA (2005)
- WNBA Most Improved Player (2005)
- 2 volte migliore tiratrice di liberi WNBA (2007, 2009)